# Lista AVN Hall of Fame
Lista AVN Hall of Fame onorează legende ale industriei pornografice, aceste persoane apar înregistrate la Hall of Fame. Condiția pentru a deveni membru și a fi trecut pe listă, trebuie ca persoana trebuie să fie nominalizată cel puțin 10 ani. Primii membri au fost înscriși în anul 1995.

## Membrii ai AVN Hall of Fame
| Nume              | Devenit membru |
| ----------------- | -------------- |
| Buck Adams        |                |
| Tracey Adams      |                |
| Juliet Anderson   |                |
| Brittany Andrews  | 2008           |
| Julia Ann         | 2004           |
| Lisa Ann          | 2009           |
| Brad Armstrong    | 2004           |
| Jay Ashley        | 2008           |
| Kaitlyn Ashley    | 2001           |
| James Avalon      | 2005           |
| Lois Ayres        | 1998           |
| Briana Banks      | 2009           |
| Rebecca Bardoux   | 2007           |
| Bionca            |                |
| Andrew Blake      |                |
| Bunny Bleu        | 1997           |
| Skye Blue         | 2008           |
| Rene Bond         | 1998           |
| John T. Bone      | 2001           |
| Lesllie Bovee     |                |
| T.T. Boy          | 2003           |
| Erica Boyer       |                |
| Lasse Braun       | 1999           |
| Robert Bullock    | 1995           |
| Jerry Butler      | 1998           |
| Seymore Butts     | 2005           |
| Tom Byron         |                |
| Christy Canyon    |                |
| Michael Carpenter | 1997           |
| Asia Carrera      | 2001           |
| Marilyn Chambers  |                |
| Nikki Charm       | 1999           |
| Bob Chinn         | 1999           |
| Chloe             | 2006           |
| David Christopher |                |
| Kim Christy       | 2004           |
| Christoph Clark   | 2002           |
| Tiffany Clark     |                |
| Careena Collins   | 1998           |
| Patrick Collins   | 2002           |
| Desiree Cousteau  | 1997           |
| Dave Cummings     | 2007           |
| Gerard Damiano    |                |
| Barbara Dare      |                |
| The Dark Brothers |                |
| Racquel Darrian   | 2002           |
| Mark Davis        | 2003           |
| Vanessa del Rio   |                |
| Lisa De Leeuw     |                |
| Jewel De’Nyle     | 2009           |
| Alex deRenzy      |                |
| Debi Diamond      |                |
| Guy DiSilva       | 2009           |
| Karen Dior        | 1995           |
| Jon Dough         | 1998           |
| Steve Drake       |                |
| Duck Dumont       | 1997           |
| Nick East         | 2006           |
| Eric Edwards      |                |
| Wesley Emerson    | 2009           |
| Felecia           | 2003           |
| Don Fernando      | 2004           |
| Jeanna Fine       | 1997           |
| Rod Fontana       | 2005           |
| Gail Force        | 1997           |
| Samantha Fox      | 2002           |
| Scotty Fox        | 1995           |
| Mickey G          | 2006           |
| Ashlyn Gere       |                |
| Ken Gibb          | 1997           |
| Jamie Gillis      |                |
| Max Hardcore      | 2004           |
| Dave Hardman      | 2003           |
| Veronica Hart     |                |
| Nina Hartley      |                |
| Steve Hatcher     | 2006           |
| Annette Haven     |                |
| Taylor Hayes      | 2007           |
| Deidre Holland    | 1999           |

| Nume                  | Devenit membru |
| --------------------- | -------------- |
| Jim Holliday          |                |
| John Holmes           |                |
| Mike Horner           |                |
| Houston               | 2004           |
| Cecil Howard          |                |
| Heather Hunter        | 2003           |
| Kylie Ireland         | 2005           |
| Janet Jacme           | 2006           |
| Jake Jacobs           | 2008           |
| Jenna Jameson         | 2006           |
| Ron Jeremy            |                |
| Sharon Kane           |                |
| Roy Karch             | 1998           |
| Keisha                | 1998           |
| Angel Kelly           | 2008           |
| Jill Kelly            | 2003           |
| Robert Kerman         | 1997           |
| Johnny Keyes          | 2004           |
| Chasey Lain           | 2003           |
| C. J. Laing           | 2005           |
| Tim Lake              | 2009           |
| Chi Chi LaRue         |                |
| Dyanna Lauren         | 2008           |
| Shayla LaVeaux        | 2001           |
| Francesca Le          | 2005           |
| Bud Lee               | 2001           |
| Hyapatia Lee          |                |
| Dorothy LeMay         | 1998           |
| Lynn LeMay            | 2006           |
| Gloria Leonard        |                |
| John Leslie           |                |
| Harold Lime           |                |
| Mai Lin               | 2005           |
| Fred J. Lincoln       |                |
| Janine Lindemulder    | 2002           |
| Byron Long            | 2010           |
| Cara Lott             | 2006           |
| Amber Lynn            |                |
| Gina Lynn             | 2010           |
| Ginger Lynn           |                |
| Porsche Lynn          |                |
| Richard Mailer        |                |
| Jim Malibu            | 2004           |
| Chelsea Manchester    | 1998           |
| Mr. Marcus            | 2009           |
| William Margold       |                |
| Cash Markman          | 2006           |
| Rick Masters          | 2007           |
| Gary Graver           |                |
| Shanna McCullough     |                |
| Clive McLean          | 2001           |
| Radley Metzger        |                |
| Sean Michaels         | 1995           |
| Midori                | 2009           |
| Earl Miller           | 2001           |
| Missy                 | 2002           |
| Sharon Mitchell       |                |
| The Mitchell Brothers |                |
| Constance Money       | 1998           |
| Tami Monroe           | 1999           |
| Rodney Moore          | 2006           |
| Britt Morgan          |                |
| Jonathan Morgan       | 2003           |
| Michael Morrison      |                |
| Tiffany Mynx          | 2001           |
| Kelly Nichols         | 1995           |
| Michael Ninn          | 2002           |
| Paul Norman           | 1998           |
| Peter North           |                |
| Henri Pachard         |                |
| Richard Pacheco       | 1999           |
| Victoria Paris        | 1997           |
| Kay Parker            |                |
| Tera Patrick          | 2009           |
| Jeannie Pepper        | 1997           |
| Rhonda Jo Petty       | 2004           |
| Ed Powers             |                |
| Jim Powers            | 2005           |
| Misty Rain            | 2004           |

| Nume                | Devenit membru |
| ------------------- | -------------- |
| Janus Rainer        |                |
| Nikki Randall       | 1995           |
| Suze Randall        | 1999           |
| Michael Raven       | 2008           |
| Raylene             | 2008           |
| Harry Reems         |                |
| Jack Remy           | 2006           |
| Patti Rhodes        | 1999           |
| Alicia Rio          | 2004           |
| Jace Rocker         | 1998           |
| Candida Royalle     |                |
| Ruby                | 2008           |
| Alex Sanders        | 2003           |
| Loni Sanders        |                |
| Herschel Savage     |                |
| Rick Savage         |                |
| Savannah            |                |
| Reb Sawitz          | 2001           |
| John Seeman         | 2007           |
| Seka                |                |
| Serenity            | 2005           |
| Bruce Seven         |                |
| Shane               | 2005           |
| Rocco Siffredi      | 2002           |
| Alexandra Silk      | 2008           |
| Joey Silvera        |                |
| Dominique Simone    | 2007           |
| Jim South           | 1995           |
| P.J. Sparxx         | 2002           |
| Randy Spears        | 2002           |
| Georgina Spelvin    |                |
| Anthony Spinelli    |                |
| Mitchell Spinelli   |                |
| Annie Sprinkle      | 1999           |
| Sheri St. Claire    | 1995           |
| Steven St. Croix    | 2005           |
| Jesie St. James     |                |
| Julian St. Jox      | 2003           |
| John Stagliano      | 1997           |
| Carter Stevens      | 2009           |
| Lexington Steele    | 2009           |
| Selena Steele       | 2007           |
| Sydnee Steele       | 2007           |
| Michael Stefano     | 2010           |
| Nici Sterling       | 2007           |
| Kirdy Stevens       | 2003           |
| Tabitha Stevens     | 2007           |
| Kyle Stone          | 2007           |
| Madison Stone       | 2003           |
| Samantha Strong     | 1995           |
| Jeff Stryker        |                |
| Angela Summers      | 2008           |
| Stephanie Swift     | 2006           |
| Jerome Tanner       | 2006           |
| Tony Tedeschi       | 2003           |
| Paul Thomas         |                |
| Sunset Thomas       | 2001           |
| Tianna              | 2002           |
| Raven Touchstone    |                |
| Ron Vogel           |                |
| Bob Vosse           | 2001           |
| Tasha Voux          | 2008           |
| Vince Voyeur        | 2007           |
| Marc Wallice        |                |
| Taylor Wane         | 2005           |
| Jane Waters         | 1998           |
| Teri Weigel         | 2003           |
| Jennifer Welles     |                |
| Tori Welles         |                |
| Randy West          |                |
| Honey Wilder        | 2001           |
| Jerry Steven Winkle | 1997           |
| Dick Witte          | 1997           |
| Barry Wood          | 2004           |
| Bambi Woods         | 1998           |
| Luc Wylder          | 2009           |
| Sam Xavier          | 2001           |
| Ona Zee             |                |

## AVN Hall of Fame - Fondatorii Sucursalei
| Membru                       | Data primirii ca membru |
| ---------------------------- | ----------------------- |
| Moe                          |                         |
| Noel Bloom                   |                         |
| Charlie Brickman             |                         |
| Howard Farber                |                         |
| Larry Flynt                  |                         |
| Kenneth Guarino              | 2008                    |
| Phil Harvey                  |                         |
| Howie Klein and Al Bloom     | 2009                    |
| Frank and Michael Koretsky   | 2009                    |
| Arthur Morowitz              |                         |
| Sidney Niekirk               |                         |
| Martin Rothstein             | 2008                    |
| Teddy Rothstein              | 2008                    |
| Steve Toushin                | 2009                    |
| WHOR-NET Jerry Steven Winkle | 2010                    |